# 西門·科爾比

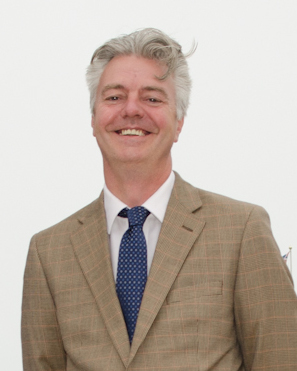
Simon Kirby, Conservative MP for Brighton Kemptown

西門·科爾比（英語：Simon Kirby，1964年12月22日—）是一位英格蘭政治人物，他的黨籍是保守黨。自2010年開始，他擔任布萊頓肯普敦選區選出的英國下議院議員。他畢業於倫敦政治經濟學院。